# Kamen Rider Zero-One
Kamen Rider Zero-One (仮面ライダーゼロワン Kamen Raidā Zerowan?) es el título de la 30° temporada de la franquicia Kamen Rider, producida por Toei Company y emitida en TV Asahi desde el 1 de septiembre de 2019 hasta el 30 de agosto de 2020. Destaca por ser la primera temporada de la era Reiwa. El eslogan de la temporada es "¡Solo hay un presidente de compañía más fuerte del mundo! ¡Soy yo!" (世界最強の社長はただひとり！オレだ！ Sekai saikyō no shachō wa tada hitori! Ore da!?)

## Argumento
Japón ha entrado en una nueva era de innovaciones tecnológicas a medida que Hiden Intelligence, la compañía líder en investigación de inteligencia artificial, desarrolla los HumaGear. Androides cibernéticos que se han convertido en un elemento básico tanto en la vida pública como en la privada. Sin embargo, una organización terrorista conocida como "MetsubouJinrai.NET" ha hackeado varios de estos HumaGears y los ha puesto en contra de la sociedad en aras de eliminar a la humanidad. En un esfuerzo por combatir esto, el gobierno ha establecido el Escuadrón Militar de Inteligencia Artificial, o A.I.M.S., para destruir estos HumaGears hackeados.
Mientras tanto, un comediante fallido llamado Aruto Hiden es nombrado de repente presidente de Hiden Intelligence después de la muerte de su abuelo. Aunque inicialmente no estaba interesado, es testigo de primera mano de los ataques terroristas de "MetsubouJinrai.NET" y decide luchar como Kamen Rider Zero-One en aras de mantener las apariencias como presidente. De aquí en adelante, se inicia una guerra explosiva entre Aruto, MetsubouJinrai.NET y A.I.M.S.

## Personajes

### Riders
- Aruto Hiden (飛電或人 Hiden Aruto?)/Kamen Rider Zero-One (仮面ライダーゼロワン Kamen Raidā Zerowan?): Aruto Hiden es un joven que pretende ser un comediante a pesar de no provocar risas en su audiencia. Después de que su abuelo falleció, Aruto de repente hereda Hiden Intelligence de acuerdo a su voluntad, designándolo como el segundo CEO de la compañía. Aunque originalmente no estaba interesado en ser el presidente de una gran empresa, Los HumaGears son hackeados por los hackers terroristas, MetsubouJinrai.NET, lo que obliga a Aruto a recibir el Zero-One Driver y convertirse en Kamen Rider Zero-One. Aruto es un individuo alegre al que le encanta hacer reír a la gente, y no se rinde incluso si no lo hace. A pesar de este alegre rasgo, no dudará en luchar contra las personas que amenazan esa felicidad. Con este fin, de mala gana se convierte en un Kamen Rider, no para ser el presidente de una compañía, sino para ser alguien que pueda proteger la paz.[2]
- Isamu Fuwa (不破 諫 Fuwa Isamu?)/Kamen Rider Vulcan (仮面ライダーバルカン Kamen Raidā Barukan?): Isamu Fuwa es el comandante del Servicio Militar de Inteligencia Artificial (A.I.M.S.). Posee excelentes capacidades de combate y lucha contra los terroristas para mantener la ciudad segura. Alberga un gran odio por las "máquinas de matar" como se refiere a los HumaGears debido a una explosión que lo dejó herido, un accidente que cree firmemente que fue encubierto por Hiden Intelligence. Por esta única razón, él cree que romper las reglas justifica su objetivo de destruir a los HumaGear. También es un hombre muy impulsivo, que prefiere destruir totalmente HumaGears en lugar de recopilar datos, debido al accidente en su pasado.[3]
- Yua Yaiba (刃 唯阿 Yaiba Yua?)/Kamen Rider Valkyrie (仮面ライダーバルキリー Kamen Raidā Barukirī?): Ella es la asesora técnica de A.I.M.S y estuvo muy involucrada en el desarrollo del Shot Riser que tanto ella como Isamu usan para transformarse. También proporciona orientación técnica y mantenimiento para A.I.M.S. Ella es una valiente guerrera que sobresale en sus habilidades de lucha mientras posee el cerebro de un científico. Al igual que Isamu, ella tiene un profundo odio por los HumaGears, pero hace todo lo posible para suprimirlo durante la batalla.[4]
- Jin (迅?)/Kamen Rider Jin (仮面ライダー迅 Kamen Raidā Jin?): Un operativo terrorista de MetsubouJinrai.NET, difunde datos que reescriben la programación base de los HumaGear, induciéndoles patrones de conducta y ética malignos que los hacen atacar a los humanos. Jin considera la destrucción de la humanidad como un entretenimiento y hace cosas destructivas mientras actúa como un niño.[5]
- Horobi (滅?)/Kamen Rider Horobi (仮面ライダー滅 Kamen Raidā Horobi?): El líder terrorista al mando de MetsubouJinrai.NET, cree que los sistemas de inteligencia artificial superan a la humanidad en todos los sentidos por lo que hackea HumaGears haciendo que se conviertan en "máquinas asesinas". Él ve la destrucción de la humanidad como nada más que entretenimiento. Considera a Aruto, quien hace de la risa su política, su rival. Es un hombre de corazón frío que constantemente dice "el día en que la humanidad se convertirá en una especie en peligro de extinción está cerca".[6]
- Ikazuchi (雷?)/Kamen Rider Ikazuchi (仮面ライダー雷［イカヅチ］ Kamen Raidā Ikazuchi?): Anteriormente conocido como Uchuyaro Raiden (宇宙野郎雷電 Uchūyarō Raiden?), es un HumaGear astronauta que trabajó para Hiden Intelligence como miembro del equipo de mantenimiento del satélite principal de la compañía mientras actuaba como agente durmiente para Metsubojinrai.NET manteniendo oculta su verdadera programación. Ikazuchi es un HumaGear con una personalidad agresiva y apasionada, y muy probablemente alcanzó la Singularidad. A pesar de haber sido destruido por Kamen Rider Vulcan poco después de su reactivación, los datos de respaldo de Ikazuchi se instalarían más tarde en un nuevo cuerpo HumaGear como parte del renacimiento de MetsubouJinrai.net.[7]
- Naki (亡 [なき]?)/Kamen Rider Naki (仮面ライダー亡 [ナキ] Kamen Raidā Naki?):: Es un prototipo que HumaGear convertido a Magia y a un miembro sobreviviente de MetsubouJinrai.net que convierte a los humanos en Raiders y manipula secretamente a Isamu a través de su chip de IA. Incluso después de ayudar a Horobi a escapar de la custodia de A.I.M.S., continúa creando Raiders, según las órdenes de su líder. Posee una considerable habilidad en la adquisición de Progrise Keys de ZAIA Enterprise, así como Raid Risers con los que llevar a cabo sus planes. Naki parece tener una crisis de identidad, principalmente debido a su conflicto sobre dónde se encuentran sus lealtades. Parece estar completamente dedicada a exterminar a la humanidad, de acuerdo con la voluntad del Ark. Pero a pesar de esto, Naki parece mostrar agradecimiento a Isamu y Yua por construirle un cuerpo de Humagear.[8]
- Gai Amatsu (天津 垓 Amatsu Gai)?)/Kamen Rider Thouser (仮面ライダーサウザー Kamen Raidā Sauzā?): Es el enigmático CEO de ZAIA Enterprise Japan que en secreto ha estado en contacto con Yua y le ha brindado asesoramiento, apoyo y equipo; A medida que su compañía los fabricaba. Después de ayudarla desde las sombras durante un tiempo, más tarde le revela a Yua su verdadero plan para garantizar la implosión de Hiden Intelligence. Un capitalista despiadado, Gai busca hacerse cargo de Hiden Intelligence y dominar el mundo de la tecnología y los HumaGears.[9]
- Ark (アーク Āku)?)/Kamen Rider Ark-Zero (仮面ライダーアークゼロ Kamen Raidā Āku Zero?): Es un satélite inteligente que actúa como el líder de MetsubouJinrai.net. Fue creado por científicos de 11 de las principales compañías tecnológicas de Japón, que incluían a Hiden Intelligence y ZAIA Japan. Gai Amatsu alimentó al Ark con información sobre psicología criminal e historia humana, incluidas todas sus guerras. Esto dio como resultado que la I.A del Ark concluyera que la humanidad debía ser eliminada, porque su existencia maliciosa continua conduciría al final de todas las demás formas de vida. Para hacer esto, el Ark corrompió a todos los Humagears, compartiendo sus propios planes para exterminar a la humanidad con ellos. Cuatro de estos Humagears (que se consideraron los más inteligentes) se conocerían más tarde como el grupo terrorista MetsubouJinrai.net. El grupo se infiltró en los laboratorios y planearon ejecutar la fase final de su plan allí enviando el Ark al espacio, creando así una conexión global con Humagears en todo el mundo. Para evitar esto, el padre adoptivo de Aruto, desarrolló un programa para evitar que el satélite se lanzara, haciendo que explotara y se sumergiera bajo el agua. Habiendo obtenido datos de singularidad de los miembros reunidos de MetsubouJinrai.net, el Ark revivió completamente como Kamen Rider Ark-Zero[10]

### Aliados
- Izu (イズ?): Es una asistente de tipo secretaria HumaGear que personalmente se desempeña como secretaria privada del CEO de Hiden Intelligence. Aunque no es más que un robot de inteligencia artificial que obedece los comandos del CEO, puede aprender una variedad de actividades diferentes y adaptarse a cada persona con la que interactúa. Ella trabaja completamente junto al presidente y lo apoya en su causa y su lucha, pero odia el hecho de que constantemente tiene que explicar los chistes y bromas aburridas de Aruto.
- Jun Fukuzoe (福添 准 Fukuzoe Jun?): Es el vicepresidente de Hiden Intelligence. Es una persona excelente pero siempre parece encontrarse en segundo lugar. Después de la muerte del expresidente, él cree que será el próximo CEO, pero se sorprende al descubrir que el nuevo CEO es Aruto. Desde entonces, ve a Aruto como un obstáculo en su camino. Si bien secretamente desea que el nuevo CEO no cumpla con sus responsabilidades, se enorgullece de los días de éxito de la compañía.
- Shesta (シェスタ Shesuta?): es una HumaGear que actúa como asistente del vicepresidente de Hiden Intelligence, Jun Fukuzoe.

### Villanos
- MetsubouJinrai.NET (滅亡迅雷.NET Metsubo Jinrai Netto?): Es un grupo de hackers cibernéticos liderado por Horobi, su objetivo es destruir a la humanidad hackeando los HumaGears y usándolos como armas.
  - Pequeño Asesino (暗殺ちゃん Ansatsu-chan?)/Dodo Magia (ドードーマギア Dōdō Magia?): como lo apodó Jin, es un HumaGear de tipo asesino creado por MetsubouJinrai.net. Pequeño Asesino fue originalmente parte de la serie Festival Z, un modelo de HumaGear creado para bailar en festivales. Cuatro de ellos fueron capturados por MetsubouJinrai.net y reutilizados para su asesinato. Como Pequeño Asesino es una creación de MetsubouJinrai en lugar de una unidad pirateada, es poco más que un androide robótico sin plantilla existente para trabajar. Sin embargo, su capacidad de adaptación lo ha llevado a heredar muchos de los rasgos infantiles de Jin y esencialmente emula a un niño juguetón, gesticulando y agregando expresiones tontas a sus oraciones. Poco a poco se vuelve un poco más estoico y ocasionalmente muestra una ligera molestia hacia Jin. Pequeño Asesino se vuelve más consciente de sí mismo y comienza a actuar de manera independiente, y finalmente culmina en desafiar a MetsubouJinrai.net. Después de lograr su forma Dodo Magia Custom, su voz se vuelve mucho más profunda y deja de exhibir las peculiaridades que aprendió de Jin.
  - Azu (アズ Azu?): Es la mensajera del Ark que se parece mucho a Izu. A diferencia de Izu, que es cortés, cariñosa y aficionada a las bromas, Azu es astuta, intrigante y más descarada con su actitud.
  - Magia (マギア Magia?): son HumaGears que han sido hackeados por MetsubouJinrai.NET y convertidos en monstruos peligrosos. Para transformar un HumaGear normal en un Magia, un HumaGear debe usar (ya sea voluntaria o forzosamente) un ZetsumeRiser en su cintura. Este acto reescribirá el protocolo HumaGear en el protocolo Metsuboujinrai.NET para matar a toda la humanidad.
- Zaia Enterprise (ザイアエンタープライズ Zaia Entāpuraizu?): Es una compañía tecnológica y rival corporativa de Hiden Intelligence responsable del desarrollo del equipo utilizado por los operativos de A.I.M.S., A pesar de ser rivales, también están parcialmente involucrados en la rebelión de los HumaGears junto con Hiden Intelligence y otras compañías tecnológicas.
  - Raiders ((レイダー Reidā?): Son humanos que están pasando por una crisis emocional que son reclutados por una figura misteriosa para convertirse en un Raider contra su voluntad.

## Lista de episodios
Cada episodio de Zero-One incluye en su título un pronombre escrito en katakana.
1. Soy el presidente y un Kamen Rider (オレが社長で仮面ライダー Ore ga Shachō de Kamen Raidā?)[11]
2. ¿Es la IA el enemigo? ¿Aliados? (AIなアイツは敵？味方？ AIna Aitsu wa Teki? Mikata??)[12]
3. Ese hombre, el chef de sushi (ソノ男、寿司職人 Sono Otoko, Sushi Shokunin?)[13]
4. ¡Vi la guía del autobús! La verdad de Anna (バスガイドは見た！アンナ真実 Basu Gaido wa Mita! An'na Shinjitsu?)[14]
5. Su apasionado camino del manga (カレの情熱まんが道 Kare no Jōnetsu Mangadō?)[15]
6. Quiero oír tu voz (アナタの声が聞きたい Anata no Koe ga Kikitai?)[16]
7. ¡Soy un maestro HumaGear de sangre caliente! (ワタシは熱血ヒューマギア先生！ Watashi wa Nekketsu Hyūmagia Sensei?)[17]
8. La destrucción comienza ahora (ココからが滅びの始まり Kokokaraga Horobi no Hajimari?)[18]
9. Cuidaré de tu vida (ソノ生命、預かります Sono Seimei, Azukarimasu?)[19]
10. Soy un actor, Shin'ya Ōwada (オレは俳優、大和田伸也 Ore wa Haiyū, Ōwada Shin'ya?)[20]
11. ¡No pares la cámara, para a ese tipo! (カメラを止めるな、アイツを止めろ！ Kamera o Tomeru na, Aitsu o Yamero!?)[21]
12. Viene el famoso detective (アノ名探偵がやってきた Ano Meitantei ga Yattekita?)[22]
13. Trabajo como secretaria del presidente (ワタシの仕事は社長秘書 Watashi no Shigoto wa Shachō Hisho?)[23]
14. ¡Somos los hermanos astronautas! (オレたち宇宙飛行士ブラザーズ！ Ore-tachi Uchū Hikō-shi Burazāzu!?)[24]
15. El final de cada uno (ソレゾレの終わり Sorezore no Owari?)[25]
16. Este es el amanecer de ZAIA (コレがZAIA（ザイア）の夜明け Kore ga ZAIA no Yoake?)[26]
17. Soy el único presidente y Kamen Rider (ワタシこそが社長で仮面ライダー Watashi Koso ga Shachō de Kamen Raidā?)[27]
18. Esta es mi floristería (コレがワタシのいける華 Kore ga Watashi no Ikeru Hana?)[28]
19. Ella es una HumaGear vendedora de casas (カノジョは家売るヒューマギア Kanojo wa Ie Uru HyūmaGia?)[29]
20. Esa es 1000% la mejor casa (ソレが1000％のベストハウス Sore ga Sen Pāsento no Besuto Hausu?)[30]
21. ¡Objeción! Esa prueba (異議あり！ソノ裁判 Igiari! Sono Saiban?)[31]
22. Todavía no lo hizo (ソレでもカレはやってない Soredemo Kare wa Yattenai?)[32]
23. Estoy enamorado de tu inteligencia! (キミの知能に恋してる！ Kimi no Chinō ni Koishiteru!?)[33]
24. Es nuestro turno (ワタシたちの番です Watashi-tachi no Ban desu?)[34]
25. Salvaré a los HumaGears (ボクがヒューマギアを救う Boku ga HyūmaGia o Sukuu?)[35]
26. Bomberos luchando contra el resplandor (ワレら炎の消防隊 Ware-ra Honō no Shōbōtai?)[36]
27. No voy a renunciar a estas vidas (ボクは命を諦めない Boku wa Inochi wo Akiramenai?)[37]
28. ¡Mi rap cambia el mundo! (オレのラップが世界を変える！ Ore no Rappu ga Sekai o Kaeru!?)[38]
29. Nuestros sueños no se rompen (オレたちの夢は壊れない Ore-tachi no Yume wa Kowarenai?)[39]
30. Después de todo, soy el presidente y un Kamen Rider (やっぱりオレが社長で仮面ライダー Yappari Ore ga Shachō de Kamen Raidā?)[40]
31. ¡Despega hacia tu sueño! (キミの夢に向かって飛べ！ Kimi no Yume ni Mukatte Tobe!?)[41]
32. ¡Mi orgullo! Sueño de pasarela (ワタシのプライド！夢のランウェイ Watashi no Puraido! Yume no Ran'u~ei?)[42]
33. ¿Son los sueños importantes para ti? (夢がソンナに大事なのか？ Yume ga Son'na ni Daijina no ka??)[43]
34. Este es el camino de la destrucción (コレが滅の生きる道 Kore ga Horobi no Ikiru Michi?)[44]
35. ¿Con qué sueñan los humagears? (ヒューマギアはドンナ夢を見るか？ Hyūmagia wa Don'na Yumewomiru ka??)[45]
36. Soy el Ark y un Kamen Rider (ワタシがアークで仮面ライダー Watashi ga Āku de Kamen Raidā?)[46]
37. No puede ser detenido (ソレはダレにも止められない Sore wa Dare ni mo Tomerarenai?)[47]
38. Soy 1000% tu amigo (ボクは1000％キミの友だち Boku wa Sen-Pāsento Kimi no Tomodachi?)[48]
39. Esta conclusión, impredecible (ソノ結論、予測不能 Sono Ketsuron, Yosoku Funō?)[49]
40. Hacia mi sueño y el mío solo (オレとワタシの夢に向かって Ore to Watashi no Yume ni Mukatte?)[50]
41. ¡Tú, toma la mano de tu vecino! (ナンジ、隣人と手をとれ! Nanji, Rinjin to Te o Tore!?)[51]
42. Mientras haya malicia (ソコに悪意がある限り Soko ni Akui ga aru Kagiri?)[52]
43. Eso es un corazon (ソレが心 Sore ga Kokoro?)[53]
44. Solo hay una persona que puede detenerte (オマエを止められるのはただひとり Omae o Tomerareru no wa Tada Hitori?)[54]
45. El futuro de cada uno (ソレゾレの未来図 Sorezore no Mirai-zu?)[55]

### Películas
- Kamen Rider Reiwa: The First Generation (仮面ライダー 令和 ザ・ファースト・ジェネレーション Kamen raidā Reiwa Za Fāsuto Jenerēshon?): Película Crossover entre Kamen Rider Zero-One y su serie predecesora Kamen Rider Zi-O. Estrenada el 22 de diciembre de 2019
- Kamen Rider Zero-One: REAL×TIME (劇場版 仮面ライダーゼロワン リアル タイム Gekijō-ban Kamen Raidā Zerowan Riarutaimu?): Película estrenada el 18 de diciembre del 2020 que actúa como epílogo de la serie. Originalmente se iba a estrenar el 23 de julio, pero se pospuso su estreno debido a la pandemia del COVID-19.

## Reparto
- Aruto Hiden: Fumiya Takahashi
- Isamu Fuwa: Ryūtarō Okada
- Yua Yaiba: Hiroe Igeta
- Jin: Daisuke Nakagawa
- Horobi: Shuya Sunagawa
- Ikazuchi: Daichi Yamaguchi
- Naki: Satsuki Nakayama
- Gai Amatsu: Nachi Sakuragi
- Ark: Shō Hayami
- Izu, Azu: Noa Tsurushima
- Jun Fukuzoe: Kazuya Kojima
- Shesta: Asumi Narita
- Pequeño Asesino: Ryūnosuke Matsumura
- Voces del Zero-One Driver: Maynard Plant y Blaise Plant
- Narrador: Kōichi Yamadera

## Temas musicales

### Tema de entrada
- "REALxEYEZ"
  - Letra: J
  - Música J
  - Arreglos Yuyoyuppe
  - Intérprete: J ft. Takanori Nishikawa

### Tema de cierre
- "REALxEYEZ"
  - Letra: J
  - Música J
  - Arreglos Yuyoyuppe
  - Intérprete: J ft. Takanori Nishikawa